# Cayeux-sur-Mer
Cayeux-sur-Mer [kajø syʁ mɛʁ] (picardisch: Tchéyeu-su-Mér) ist eine nordfranzösische Gemeinde mit 2.344 Einwohnern (Stand 1. Januar 2022) im Département Somme in der Region Hauts-de-France. Die Gemeinde liegt im Arrondissement Abbeville und ist Teil des Kantons Friville-Escarbotin.

## Geographie
Das Seebad Cayeux-sur-Mer liegt rund elf Kilometer westlich von Saint-Valery-sur-Somme an der Côte Picarde. Im Norden erstreckt es sich bis zur Pointe du Hourdel an der Somme-Bucht. Der Ort ist Endpunkt der Bahnstrecke Noyelles-sur-Mer–Cayeux-sur-Mer, die von der Museumseisenbahn Chemin de Fer de la Baie de Somme betrieben wird. Zu Cayeux gehören die Ortsteile (von Norden) Le Hourdel (mit einer Seehundkolonie), La Mollière d’Aval, Brighton, La Mollière de Terre, Le Mont Rôti, Hurt und Le Marais. Das Gemeindegebiet liegt im Regionalen Naturpark Baie de Somme Picardie Maritime.

## Geschichte
Cayeux wurde im Jahr 1005 erstmals genannt. Die Kirche Saint-Pierre wurde im 12. Jahrhundert errichtet. Der Ort brannte im Lauf seiner Geschichte mehrmals ab. Im Zweiten Weltkrieg wurde der Leuchtturm im August 1944 von deutschen Truppen zerstört.

### Einwohner
| 1962 | 1968 | 1975 | 1982 | 1990 | 1999 | 2006 | 2011 |
| ---- | ---- | ---- | ---- | ---- | ---- | ---- | ---- |
| 2724 | 2750 | 2862 | 2649 | 2856 | 2781 | 2739 | 2660 |

## Verwaltung
Bürgermeister (Maire) ist seit 2014 Jean-Paul Lecomte.

## Sehenswürdigkeiten
- Abri du Benoît-Champy (Bootshaus für das Rettungsboot Benoît-Champy) aus dem Jahr 1879, 2006 als Monument historique eingetragen[1]
- Rund 400 Badehäuschen am Bohlenweg
- Bahnhof im Süden des Orts
- 28 m hoher, 1951 wieder in Dienst gestellter Leuchtturm
- Neue Kirche Saint-Pierre, 1902 eingeweiht

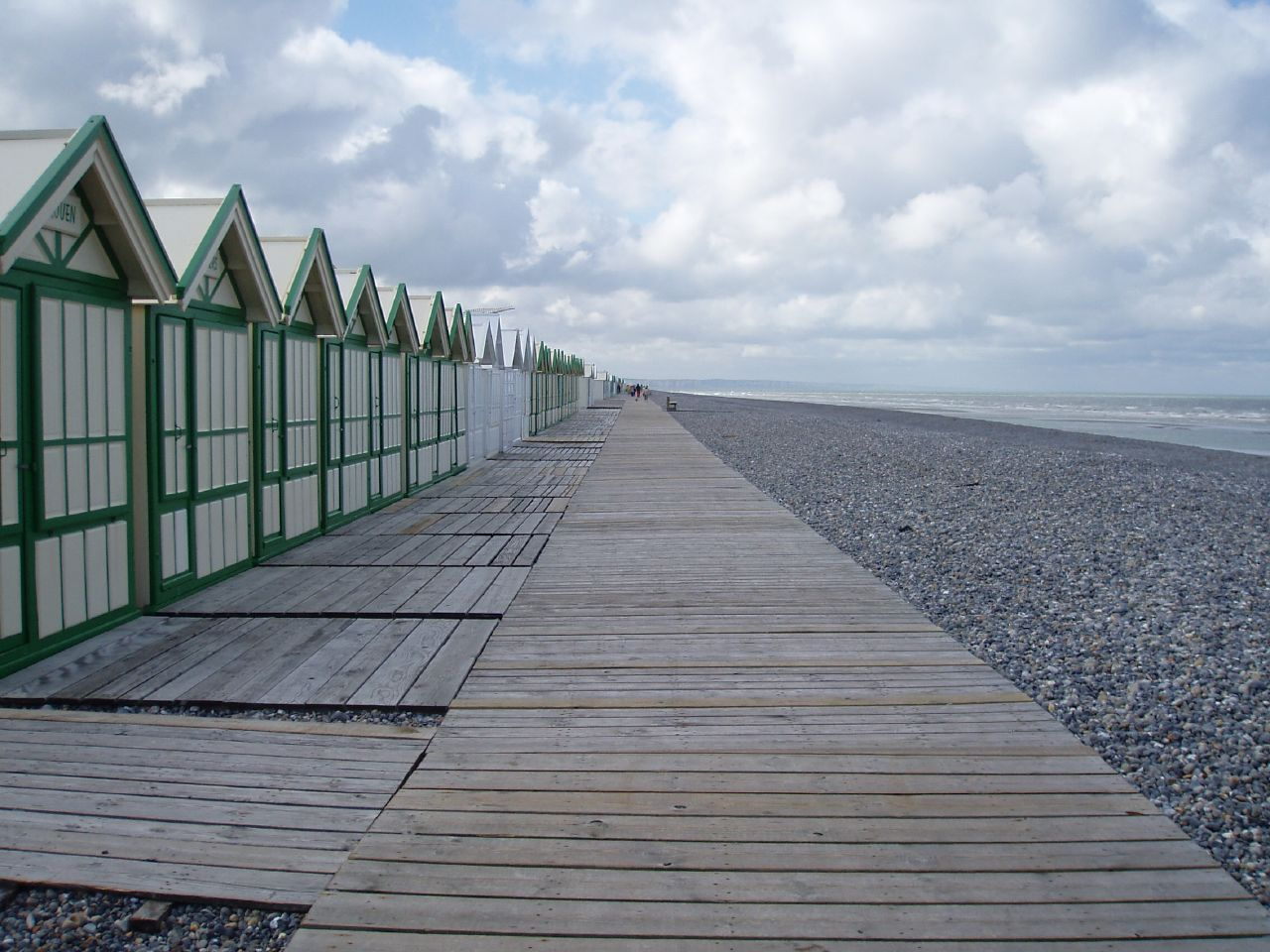
Bohlenweg mit Badehäuschen
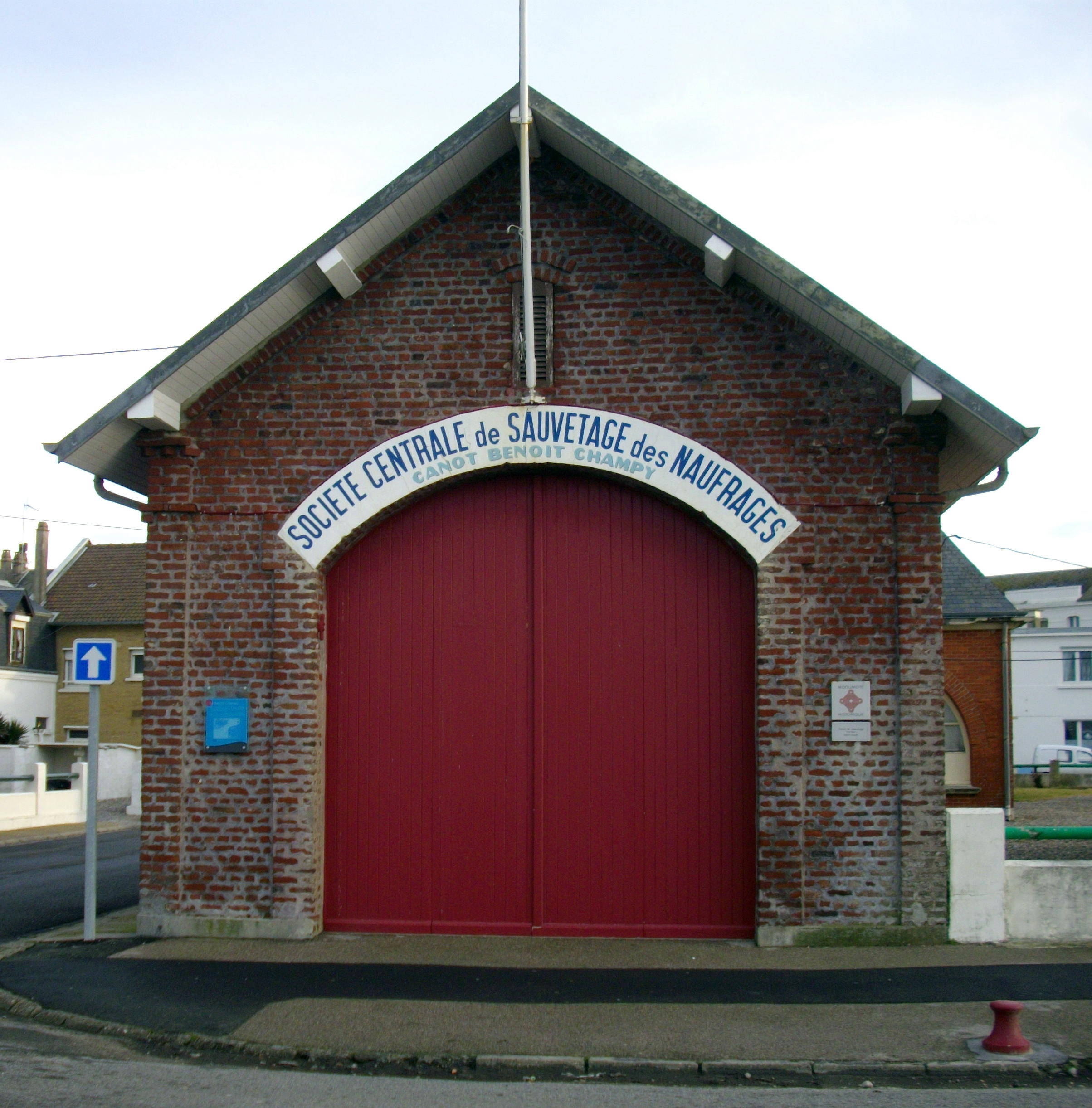
Bootshaus Benoît-Champy
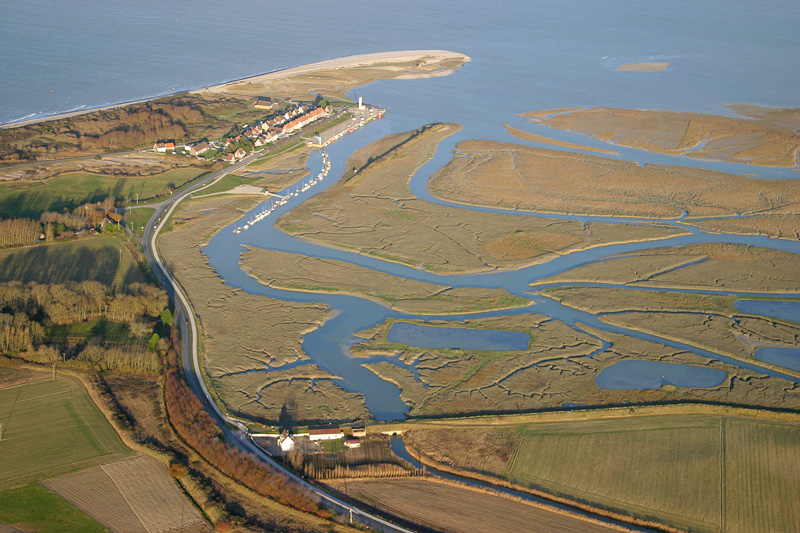
Le Hourdel
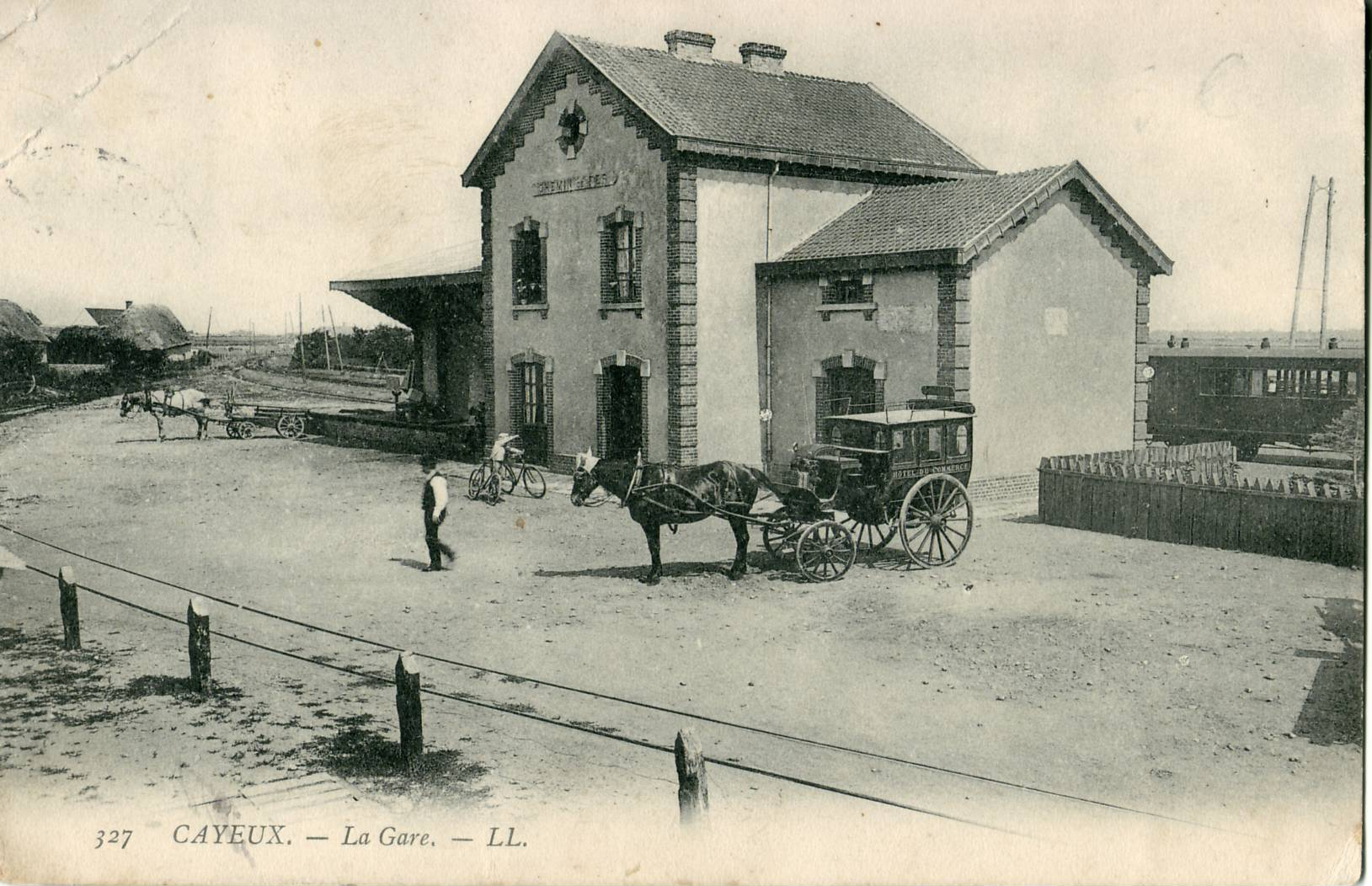
Bahnhof zu Beginn des 20. Jahrhunderts

## Verkehr

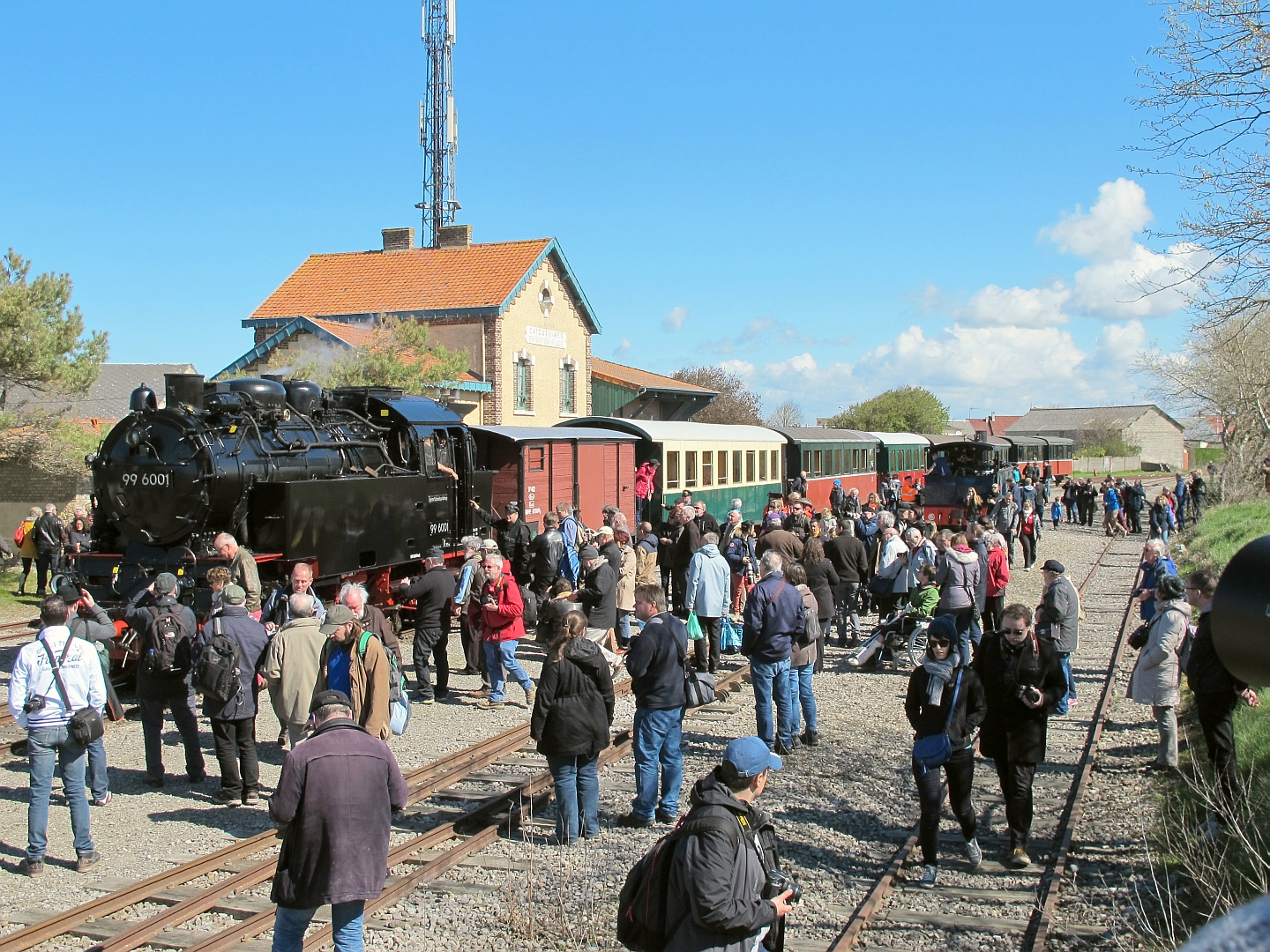
Zug der Museumseisenbahn im Bahnhof Cayeux mit Gastlokomotive 99 6001 der Harzer Schmalspurbahnen

Am 6. September 1887 wurde von der Société Générale de Fer Economiques (SE) eine ca. 27 km lange Schmalspurbahn von Noyelles über Saint-Valery-sur-Somme nach Cayeux-sur-Mer eröffnet. Die in Meterspur ausgeführte Strecke bot in Noyelles Anschluss an die regelspurige Bahnstrecke Longueau–Boulogne-Ville der Compagnie des chemins de fer du Nord. Der letzte Betreiber, die Société générale de chemins de fer et de transports automobiles (CFTA), beendete am 31. Dezember 1972 den Betrieb auf der Strecke. Sie wurde von der Museumseisenbahn Chemin de Fer de la Baie de Somme (CFBS) übernommen, die sie seitdem für musealen Verkehr nutzt.